# 伯恩 (麻薩諸塞州普查規定居民點)
伯恩（英語：Bourne）是位於美國麻薩諸塞州巴恩斯特布爾縣的一個普查規定居民點。

## 人口
根據2020年美國人口普查的數據，伯恩的面積為7.66平方千米，當中陸地面積為4.42平方千米，而水域面積為3.24平方千米。當地共有人口1497人，而人口密度為每平方千米195.43人。